# البلدة التاريخية (الوجه)
البلدة التاريخية أو البلدة القديمة، هي إحدى مناطق محافظة الوجه الواقعة على شاطىء البحر الأحمر من منطقة تبوك شمال المملكة العربية السعودية.

## التسمية
ذُكرت "الوجه" في معاجم اللغة العربية بمعنى القليل من الماء وتنطق بسكون الجيم وبتحريكها والوجه تأتي بمعنى الماء العذب الصيب وتأتي بمعنى منهل الوادي ومكان وجود المياه فيه وهو ما يؤكده وجود الماء قريبا على سطح الأرض عند مكان قريب من المدينة يدعى قلعة الزريب حيث كان أحد موارد الحجاج خلال العصر العباسي.

## التاريخ
عرفت قديمًا بميناء الحجر "ميناء صالح" حيث تعتبر ميناء تجاري وممر لقوافل الحجاج. حيث تقع البلدة القديمة على تل مرتفع يطل على شاطىء البحر الأحمر ويحوي مباني تاريخية و أثرية ومساجد و جوامع وأسوار و قلاع وحصون وميناء وأيضًا سوق يسمى المنخة.

## ذكر البلدة لدى المؤرخين
ذكرت البلدة التاريخية لمدينة الوجه لدى اليعقوبي في كتابه "البلدان" والعذري في كتابه "نظام المرجان و مسالك البلدان".

## المعمار
تتميز بلدة الوجه التاريخية بمعمار الرواشين التي أضافت جمالية لتصاميم المباني، حيث لم يقتصر استخدام الرواشين كشكل جمالي على واجهات المباني بل تساعد الرواشين على تخفيف درجات الحرارة خلال فصل الصيف حيث تعتبر الأخشاب ذات طبيعة عازلة و تقلل من دخول الأتربة والغبار إلى المباني كما يسمح تصميم الرواشين بتواصل ساكني المنزل مع المارة في الأزقة و الشوارع. كما تساعد رواشين البلدة القديمة بالتحكم بمداخل الهواء والضوء للغرف كما يمكن وضع أواني الماء الفخارية من الجهة الداخلية للرواشين حيث تحصل على تيار هوائي مستمر يساعد بتبريدها.

## المهن
تعتبر الرواشين من الصناعات التراثية التي اشتهرت بها محافظة الوجه حيث كانت تنفذ في نفس موقع المبنى بداية من مسح الخشب يدويا وتقطيعه على حسب شكل الرواشين المطلوبة ثم تبدأ المرحلة الثانية وهي رسم النقوش والزخرفة وتجميعها لترفع بعد ذلك بواسطه حبال مخصصة لرفعها.
كما اشتهر السكان بحرفة الأسماك كمهنة رئيسية لسكان المدينة.